# Byte Code Engineering Library
A Byte Code Engineering Library (BCEL) egy projekt, melyet az Apache Software Foundation szponzorál a Commons projekt részeként, hogy biztosítson egy egyszerű API-t bináris Java osztályok kezeléséhez (pl. bájtkód) kibontásához, módosításához, majd újra csomagolásához.
A projektet eredetileg Markus Dahm fejlesztette, mielőtt hivatalosan az Apache Jakarta Alapítványnak adományozta volna 2001. október 27-én. A BCEL java-központú és jelenleg nem támogat egyéb bájtkód megvalósítást (pl. .NET bájtkód, Python bájtkód).
2011 júliusában került át az Apache Commons alá.

## Használat
A BCEL egy egyszerű objektum könyvtárat nyújt, amely segítségével egy adott Java osztály belső összetett komponensei felderíthetők egy API segítségével (szemben az alacsony szintű opcode-ok visszafejtésével). Ezek az objektumok különböző műveleteket biztosítanak a bináris bájtkód módosításához, épp úgy, mint az új bájtkód generálásához (új kód beszúrásához (injection) a létező kódon keresztül vagy új osztályok generálásához). A BCEL könyvtárat több különböző típusú alkalmazásban használják, mint pl.:
- Java bájtkód visszafejtés (angolul decompiling), programkód álcázás (angolul obfuscation), és programkód újraszervezése (angolul refactoring)
- teljesítmény- és  sebességoptimalizálás

Instrumentációs hívások, melyek teljesítmény mérésért felelősek, beszúrhatók a Java osztály bináris kódjába annak érdekében hogy megvizsgálható legyenek a memória/lefedettségi adatok. (Például, instrumentáció beszúrása belépés/kilépési pontoknál.)
- új nyelvi szemantikák megvalósítása

Például, aspektusorientált kiegészítések a Java nyelvhez, melyeket a BCEL segítségével valósítottak meg. Ez úgy működik, hogy szétszedik osztály struktúrákat a töréspont azonosítások mentén, majd újra felépítik az osztályt a beszúrt aspektussal kapcsolatos kóddal kiegészítve a bináris kódban. (Lásd: AspectJ)
- statikus kódanalízis

FindBugs használja a BCEL-t a Java bájtkód analizálásánál hibákat okozó kód részletek azonosításához.

## Fordítás
Ez a szócikk részben vagy egészben  a   Byte Code Engineering Library című angol Wikipédia-szócikk ezen változatának fordításán alapul.  Az eredeti cikk szerkesztőit annak laptörténete sorolja fel. Ez a jelzés csupán a megfogalmazás eredetét és a szerzői jogokat jelzi, nem szolgál a cikkben szereplő információk forrásmegjelöléseként.